# Боде, Тьерри (1962)
Тьерри Боде (фр. Thierry Beaudet; род. 21 апреля 1962, Домфрон) — французский функционер в сфере взаимного страхования, президент Экономического, социального и экологического совета (с 2021 года).

## Биография
Родился 21 апреля 1962 года в Донфроне. С 1984 года преподавал в образовательном округе Кана. В 1996 году получил высшее образование в Университете Париж XII Валь-де-Марн в области экономического и социального управления, в 2013 году получил в Университете Версаль-Сен-Кантен-ан-Ивелин специальность по управлению в области взаимного страхования.
Начинал профессиональную карьеру в Генеральном обществе взаимного страхования в национальном образовании (MGEN). В 2009 году избран президентом MGEN, в 2017 году основал компанию взаимного страхования Groupe VYV и возглавлял её до 2021 года. 18 мая 2021 года избран президентом Экономического, социального и экологического совета.
Публично поддержал включение в Конституцию Франции права на аборт, выступал в поддержку прав сообщества ЛГБТ. В 2012 году награждён степенью кавалера ордена «За заслуги», в 2015 году стал кавалером ордена Почётного легиона.

## Труды
Боде является автором нескольких специальных изданий:
- La mutualité
- Journal d’une crise
- La place des dispositifs médicaux dans la stratégie nationale de santé 2015 (AVIS DU C.E.S.E)